# Trådmossor
Trådmossor (Cephalozia) är ett släkte av bladmossor. Trådmossor ingår i familjen Cephaloziaceae.
Kladogram enligt Catalogue of Life och Dyntaxa:

## Bildgalleri

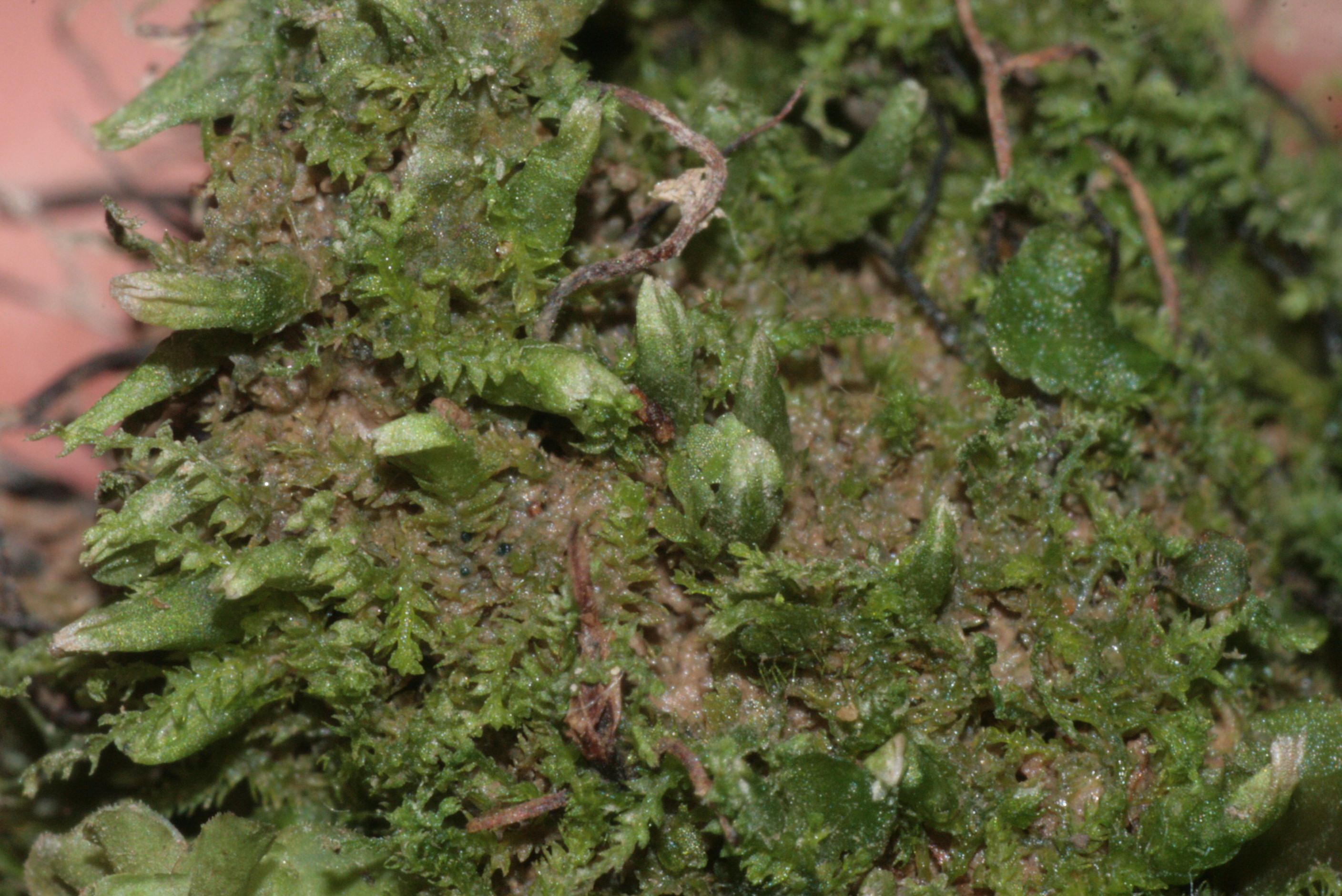
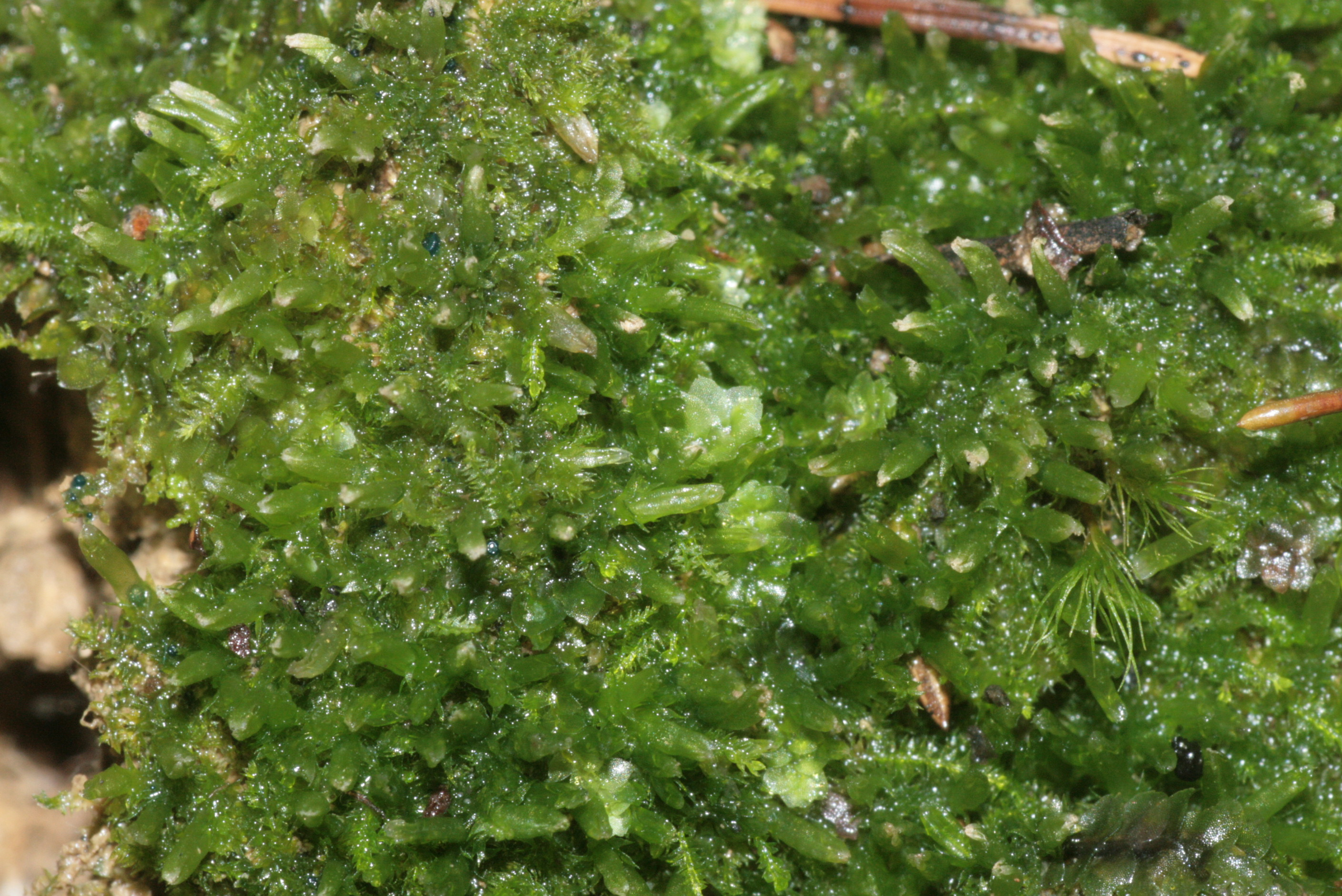
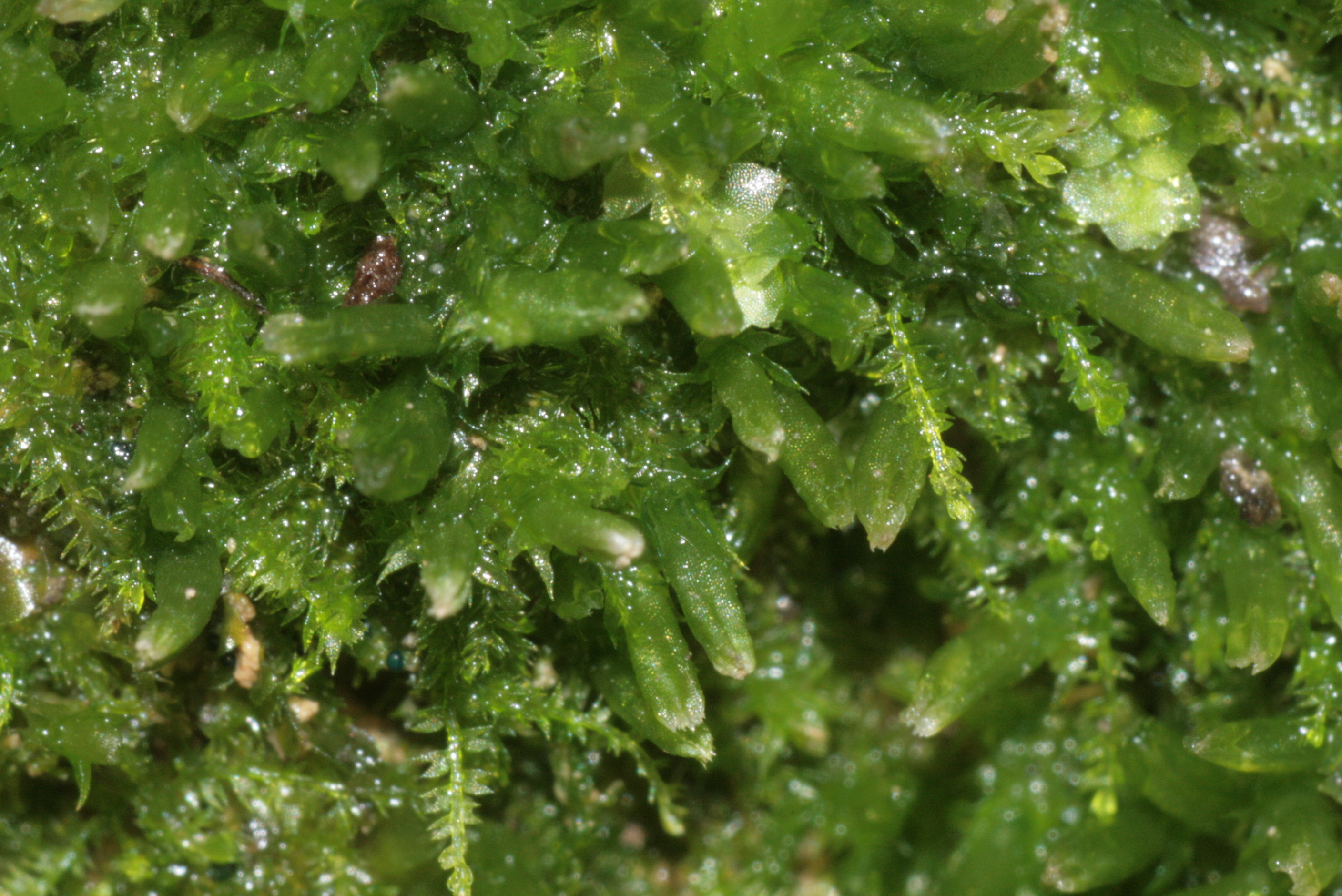
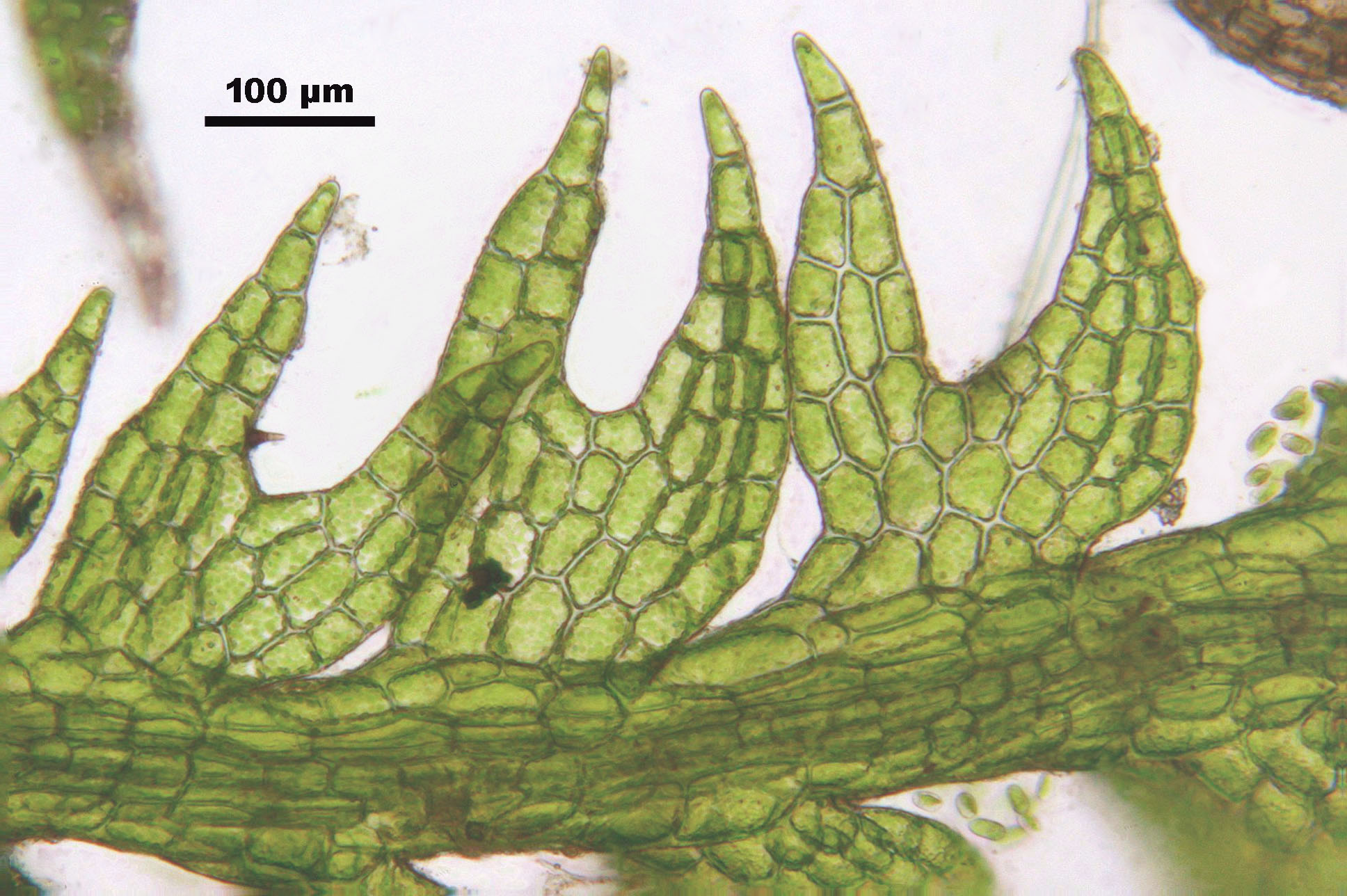
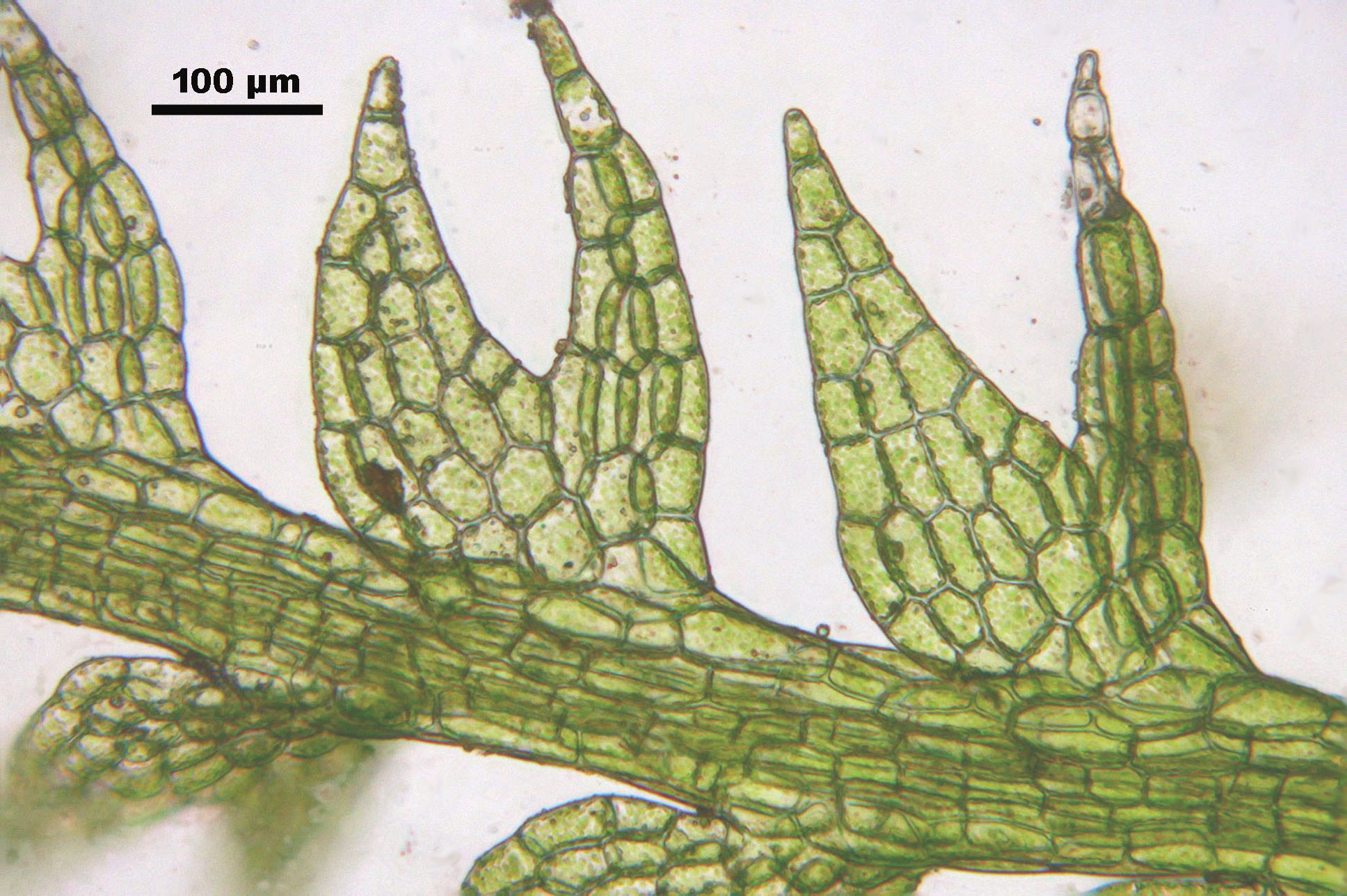
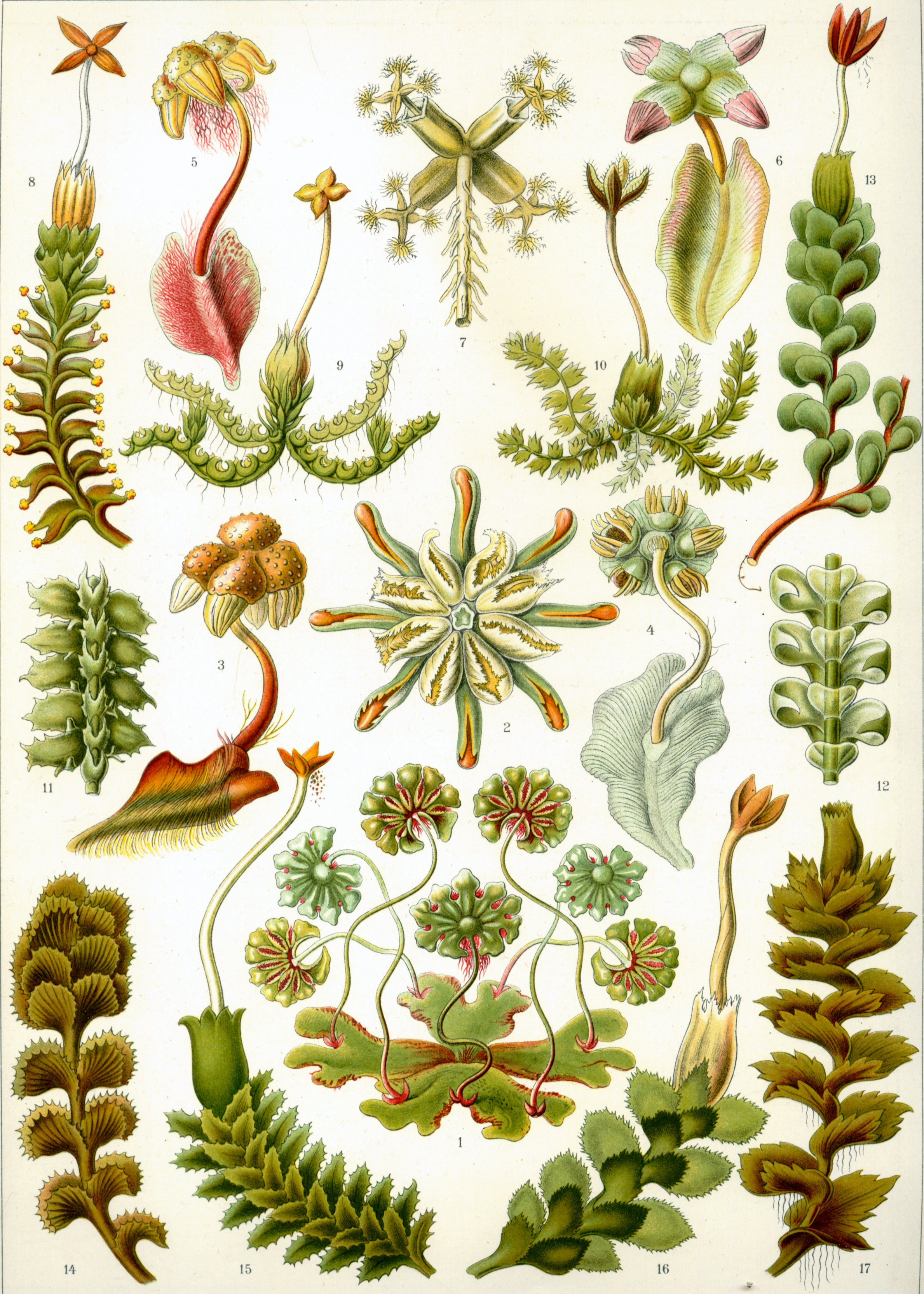